# Димитър Китанов
Димитър Китанов е български революционер, деец на Върховния македоно-одрински комитет.

## Биография
Димитър Китанов е роден в 1882 година в разложката паланка Мехомия, тогава в Османската империя, днес Разлог, България. Присъединява се към ВМОК. По време на Илинденско-Преображенското въстание е войвода на чета в отряда на капитан Юрдан Стоянов. 
При избухването на Балканската война в 1912 година е доброволец в Македоно-одринското опълчение и служи във 2 рота на 5 одринска дружина.